# Desires and Vampires
Desires and Vampires – debiutancki album włoskiego zespołu Radiorama wydany w 1986 roku przez wytwórnię Out Records. Płyta zawiera 8 nagrań, w tym jedno („Desire”) w dwóch różnych wersjach. Wydanie LP poprzedziły wydane na singlach utwory „Chance to Desire” (1985), „Desire” (1985), „Hey Hey” (1986) oraz „Vampires” (1986).
W 2016 roku, na 30-lecie wydania albumu, na rynku pojawiła się specjalna, dwupłytowa edycja 30th Anniversary Edition. Jej pierwsza płyta zawierała zremasterowane, oryginalne albumowe nagrania z LP, druga zaś wybrane specjalne wersje i remixy utworów „Chance to Desire”, „Desire”, „Hey Hey”, „Vampires” oraz „Flight Of Fantasy”.

## Lista utworów

### Wydanie na płycie winylowej[1]
| Strona A | Strona A            | Strona A |
| Nr       | Tytuł utworu        | Długość  |
| -------- | ------------------- | -------- |
| 1.       | „Desire”            | 3:50     |
| 2.       | „Flight Of Fantasy” | 3:55     |
| 3.       | „Hey Hey”           | 4:30     |
| 4.       | „Wacha Gonna Do”    | 5:25     |
|          |                     | 17:40    |

| Strona B | Strona B           | Strona B |
| Nr       | Tytuł utworu       | Długość  |
| -------- | ------------------ | -------- |
| 1.       | „Vampires”         | 6:10     |
| 2.       | „Chance to Desire” | 4:10     |
| 3.       | „Friend”           | 3:50     |
| 4.       | „Remix Of Desire”  | 6:00     |
|          |                    | 20:10    |

### Wydanie 2016 (30th Anniversary Edition)[2]
| CD1 | CD1                 | CD1     |
| Nr  | Tytuł utworu        | Długość |
| --- | ------------------- | ------- |
| 1.  | „Desire”            | 3:52    |
| 2.  | „Flight Of Fantasy” | 3:57    |
| 3.  | „Hey Hey”           | 4:34    |
| 4.  | „Wacha Gonna Do”    | 5:26    |
| 5.  | „Vampires”          | 6:12    |
| 6.  | „Chance to Desire”  | 4:06    |
| 7.  | „Friend”            | 3:57    |
| 8.  | „Remix Of Desire”   | 6:00    |
|     |                     | 38:04   |

| CD2 | CD2                                       | CD2     |
| Nr  | Tytuł utworu                              | Długość |
| --- | ----------------------------------------- | ------- |
| 1.  | „Chance to Desire (12" Vocal Version)”    | 7:50    |
| 2.  | „Chance to Desire (Special Remix)”        | 7:08    |
| 3.  | „Chance to Desire (Instrumental Version)” | 7:06    |
| 4.  | „Desire (12" Vocal Version)”              | 5:06    |
| 5.  | „Desire (Swedish Remix)”                  | 7:14    |
| 6.  | „Hey Hey (12" Vocal Version)”             | 5:54    |
| 7.  | „Hey Hey (Remix 89)”                      | 5:09    |
| 8.  | „Vampires (Swedish Remix)”                | 6:24    |
| 9.  | „Vampires (Remix 89)”                     | 6:23    |
| 10. | „Vampires (Instrumental Version)”         | 3:55    |
| 11. | „Flight Of Fantasy (Remix 89)”            | 5:13    |
|     |                                           | 1:07:22 |

## Listy przebojów (1986)
| Państwo                    | Najwyższe miejsce |
| -------------------------- | ----------------- |
| Szwajcaria (Alben Top 100) | 12                |

## Autorzy[4]
- Autor tekstów: Giuliano Crivellente / Mauro Farina / Simona Zanini (1, 3), Giuliano Crivellente / Mauro Farina (2, 5), Maurizio Bianchini / Naimy Hackett / Roberto Giuliani (4), Aldo Martinelli / Simona Zanini (6), Giuliano Crivellente / Mauro Farina / Umberto Smaila (7, 8)
- Producent: Marco Bresciani, Paolo Gemma
- Aranżacja: Mauro Farina, Giuliano Crivellente